# Howth

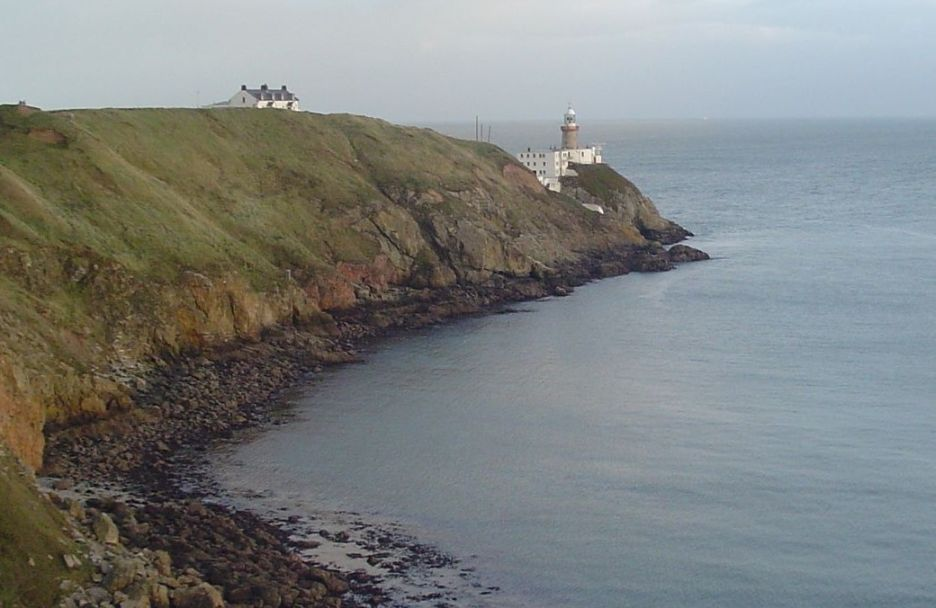
Faro en una península de Howth.

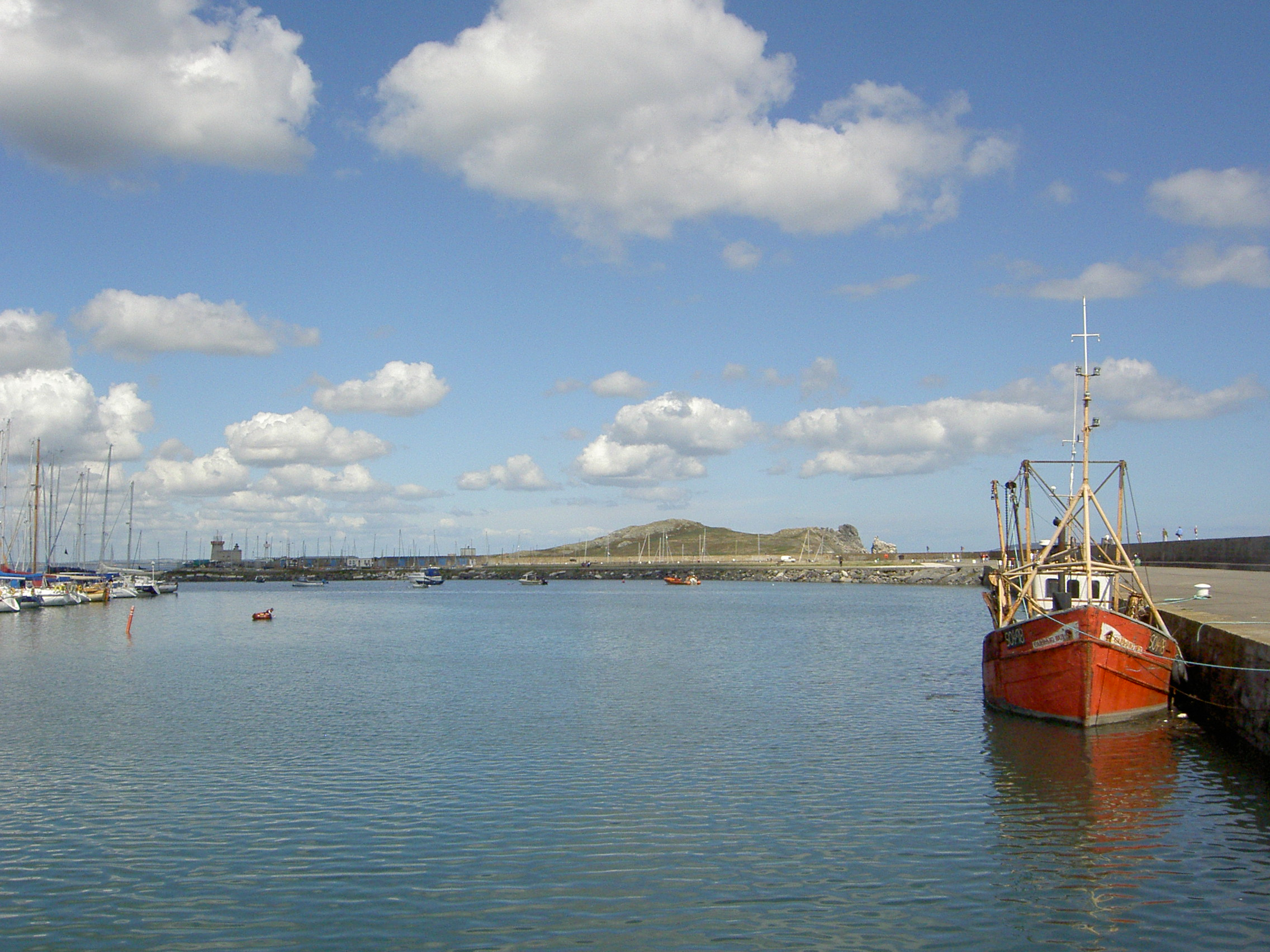
Puerto en Howth.

Howth (en gaélico irlandés: Binn Éadair) es un núcleo de población en el Condado administrativo de Fingal, Condado de Dublín, República de Irlanda. Originalmente era un pueblo pesquero situado en lo que hoy es el cabo de Howth y que otrora fue una isla en la bahía de Dublín, cerca de las poblaciones de Sutton y Portmarnock. 
Hay una pequeña isla en frente de Howth, que se conoce como Ireland's Eye (el ojo de Irlanda) y que alberga gran cantidad de aves.
Es reconocido por sus restaurantes de marisco.

## Etimología
El nombre gaélico de Howth es Binn Éadair, que significa Pico o Colina de Éadar. La primera mención del nombre data de la invasión vikinga en 819. En gaélico antiguo, Étar era el nombre de la esposa de uno de los cinco líderes de los Fir Bolg de la mitología irlandesa, quien fue sepultada en la isla.  A los vikingos se atribuye el nombre Howth, derivado del nórdico antiguo Hǫfuð ("cabeza".

## Ubicación y acceso
Howth está situado en la península del cabo de Howth, a 13 kilómetros (8,1 mi) estenoreste de la ciudad de Dublín, en el lado norte de la bahía de Dublín. La aldea se encuentra a 15 kilómetros (9,3 mi) del centro de Dublín y comprende la mayoría de la parte norte del cabo de Howth, que está conectado al resto de Dublín a través de una estrecha franja de tierra (o tómbolo) en Sutton Cross. Es un pueblo turístico y pesquero. Destacan su abadía, su tumba megalitica, su castillo... y tiene unos senderos con bonitas vistas.
Howth está al final de una carretera regional que parte de la ciudad de Dublín y es, en la actualidad, el extremo norte del ferrocarril dublinés conocido como DART. Está servida por los autobuses de Dublin Bus.